# Boutougytchag
Boutougytchag (en russe : Бутугычаг ; en langue évène : mauvais lieu), localement appelée vallée de la mort (en russe : Долина Смерти) était un camp de travail pénitentiaire (ITL) du Goulag et un combinat minier d'Union soviétique situé dans l'oblast de Magadan. Il formait le camp spécial no 5 au sein du Berlag, qui était lui-même partie du Dalstroï. C'était l'un des camps les plus secrets d'Union soviétique et les informations à son sujet sont dès lors peu nombreuses. Dans la région où il était installé, la radioactivité est plus élevée que la moyenne.

## Géographie
Les vestiges du camp sont situés à 55 kilomètres au nord de la route de la Kolyma vers Nelkoba. À environ 25 kilomètres, au nord-est, se trouvait l'administration du camp du Berlag, aujourd'hui abandonnée (à Miakit). La route vers Boutougytchag est en très mauvais état et il n'est possible d'y accéder qu'avec un véhicule 4x4 ou par hélicoptère. La superficie du camp s'étendait sur 3 kilomètres autour de la colline Sopka (altitude 1 692 mètres le long des rivières Bloujdaiouchtchi (en russe : Блуждающий) et de Vakkhanka (en russe : Вакханка) et de leurs affluents. Les bâtiments ont tous été construits en pierre du fait de l'absence de forêts à proximité.

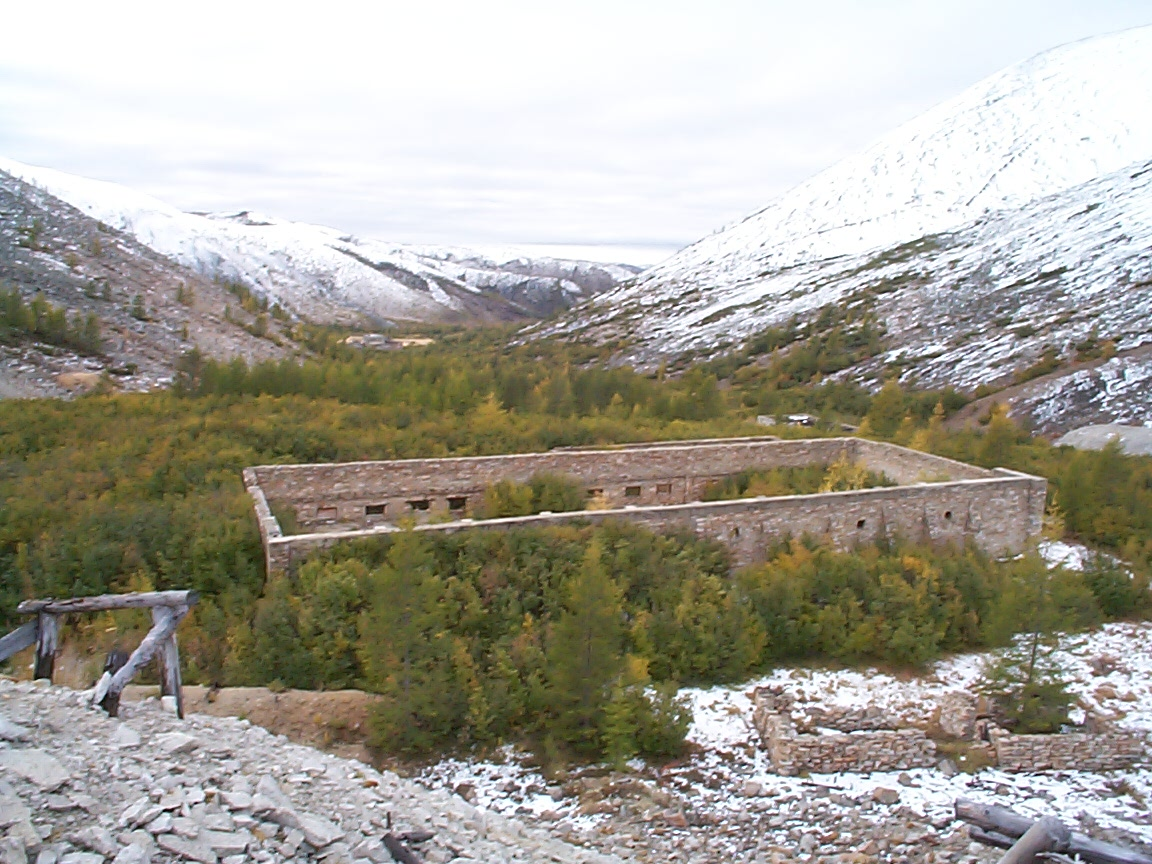
Bâtiments en ruine à l'emplacement du camp

Le complexe du camp comprenait trois parties:
- Au sud-ouest, près de la rivière Bloujdaiouchtchi, s'étendait Bas-Boutougytchag (en russe : Нижний бутугычаг, où vivaient les travailleurs libres de la sous-station électrique. Cette partie était située près de l'entrée du complexe à partir de la route venant de Oust-Omtchoug et Nelkoba. C'est là que se trouvait le camp appelé Boite postale no 14. Deux cimetières y sont localisés.

- À Haut-Boutougytchag, plus au nord-est sur et autour de la colline Spoka se trouvait le lieu de détention des détenus, et à l'est de la rivière se trouvaient les mines. Elles sont au nombre de 20 et la plus grande était celle de cassitérite appelée Gorniak. 4 camps étaient installés à cet emplacement : Dizelnaja (à l'ouest de la rivière), Tsentralny (à l'est), Kotsougan (au sud) et Sopka. À Sopka, au-dessus de la colline, se trouvaient la plupart des accès aux mines

(au nombre de 8). Sur le flanc de la colline étaient placés deux talus de freinage pour le transport du minerai vers le bas. À Kotsougan était installée une usine de traitement du minerai. Près de la rivière se trouvaient deux cimetière.
- Dans la partie appelée Vakkhanka (en russe : Вакханка, les Bacchantes), située à l'est-nord-est, se trouvait une autre usine de traitement du minerai à laquelle on avait donné le nom de Tchapaïev, à partir de août 1941, en souvenir de Vassili Tchapaïev, héros de la révolution d'Octobre. Cette usine a été agrandie en 1948 pour y adjoindre une usine de traitement d'uranium (fabrique no 1)[1] et était indiquée sur les cartes du Goulag comme étant une exploitation agricole, pour masquer ses véritables activités[2]. Les prisonniers vivaient dans un camp appelé Vakkhanki (Les Bacchantes). C'était le seul camp de femmes du Boutougytchag. À l'est du camp se trouvaient deux cimetières.

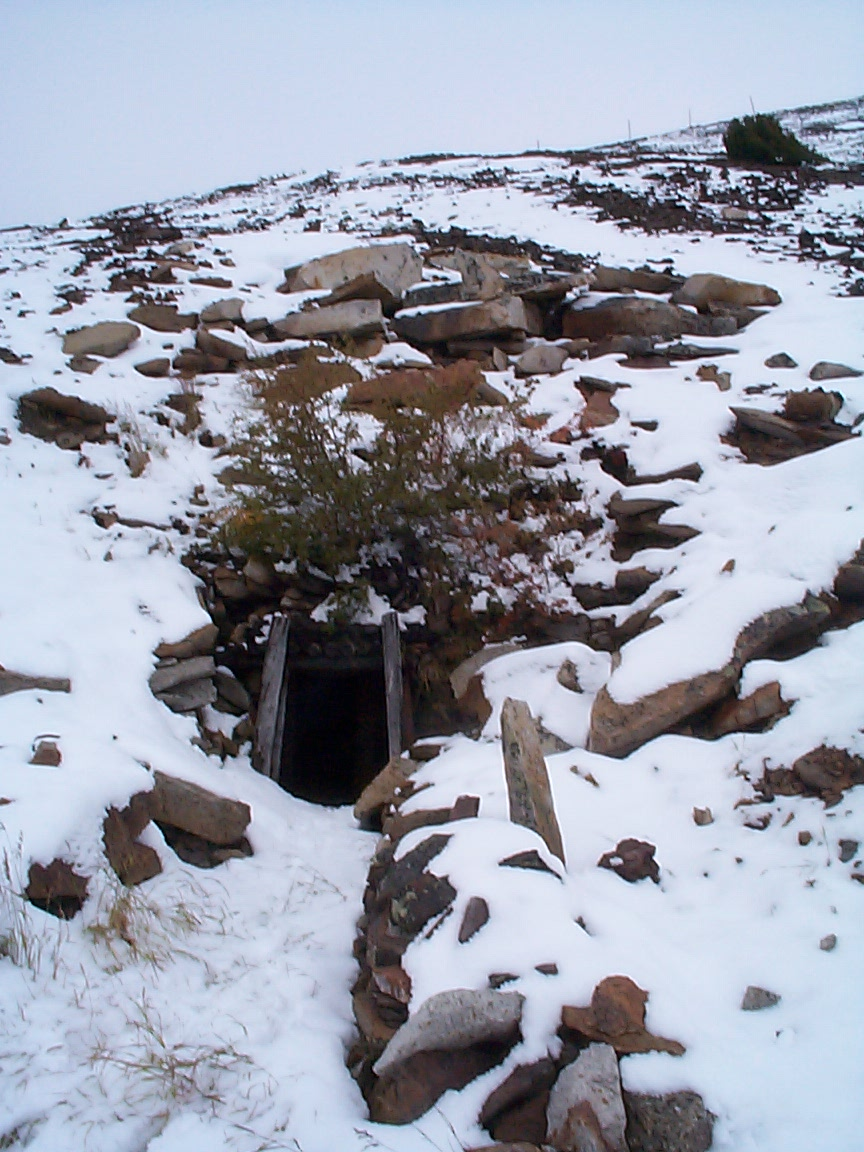
Un des accès à la mine

## Histoire

### Extraction de l'étain
En 1936, des gisements d'étain (cassitérite) sont découverts au Boutougytchag par une équipe dirigée par la géologue. Un mémorial a été érigé à 1 489 mètres d'altitude en son honneur. Flerov soupçonnait la présence dans le sol d'au moins 10 000 tonnes d'étain. Vers la fin de l'année 1937, la construction du premier camp de travail pénitentiaire autour le la mine Gorniak a commencé sous la direction de la division sud du Dalstroï. La route vers la vallée n'a été construite qu'à la fin des années 1930. Au début, il n'y avait que 200 prisonniers dans le camp, mais ce chiffre est passé à 1 146 prisonniers en 1937. Cependant, l'extraction était difficile en raison de la lenteur de l'approvisionnement de biens tels que la nourriture et les moyens techniques, due au manque de routes dans la région. En 1938, le Dalstroï décide que la quantité d'étain extraite de la mine devait augmenter de 57 % en un an. Ce qui a été réalisé. Il est également décidé de construire une autre usine de traitement du minerai (appelée Karmen) et qui a été conçue en février 1939. Les prisonniers y ont été mis au travail, et, en 1940, cette usine des Bacchantes (Vakkhanka) traitait 60 000 tonnes de minerai. La main d'œuvre était principalement celle de femmes.
Les prisonniers et prisonnières devaient travailler toute l'année par des températures de −50 °C . Les prisonniers politiques faisaient l'objet de brimades de la part des prisonniers de droit commun et de restrictions de portions alimentaires déjà très peu fournies. Anatoli Jigouline (ru) décrit dans son livre Les Pierres noires les conditions de vie et de travail pénibles sur la colline de Sopka et dans la mine Gorniak. La mine de Gorniak était appelée Satan par les Iakoutes de la région. En raison du régime disciplinaire renforcé durant les grandes purges, sous Staline, s'est installée une espèce d'anarchie dans les camps. Les gardiens se compromettaient avec les prisonniers et prisonnières. En 1944, des enquêtes ont révélé que le chef du camp, Gregori Fetisov, et ses subordonnés volaient de la nourriture et de l'alcool du camp, se présentaient ivres et entretenaient des relations sexuelles avec les prisonnières. Il a été arrêté et jugé pour ces comportements. Sous le régime nouveau, les heures de travail ont augmenté et Anatoli Jigouline parle de 14 heures de travail par jour, des rations alimentaires réduites et divers acquis des prisonniers (comme quelques jours de congé) abolis. Ces conditions sévères sont rapportées par la poétesse emprisonnée Elena Vladimirovna qui rend compte des conséquences médicales qui s'ensuivaient telles que le scorbut, la dystrophie musculaire, l'insuffisance cardiaque, la diarrhée et d'autres maladies. Les maladies saisonnières telles que la gelure en hiver ou les maladies oculaires au printemps étaient très courantes (menant parfois à la cécité).
Après la guerre, les mines d'étains étaient épuisées et en 1950 seules 18 tonnes furent encore extraites.

### Extraction d'uranium
En 1944, dans le cadre du projet soviétique de développement de l'arme nucléaire, la recherche de zones où pouvaient être extrait de l'uranium s'est développée. Plusieurs mines d'uranium ont été creusées dans la vallée du Boutougytchag. Les mines d'étains se trouvaient plus haut sur la montagne. Étant donné les motifs géostratégiques existants, les projets relatifs à l'uranium ont immédiatement bénéficié de ressources en hommes et en matériel de la part des autorités. Suivant Roy Medvedev et son frère jumeau Jaurès Medvedev, beaucoup de prisonniers sont arrivés des régions d'Ukraine occidentale et des pays Baltes, où entre 1945 et 1947 avaient eu lieu des purges parmi les nationalistes,
L'uranium de Boutougytchag était envoyé par avion vers le continent pour être traité, mais comme cela revenait trop cher, en février 1948, l'usine de retraitement no 1 a été construite au camp de Vakkhanka qui développait une capacité de 100 000 tonnes de minerai d'uranium Cette usine faisait partie du camp spécial Berlag, puis, à partir de 1950, du Tenlag (ru). Boutougytchag était repris sous le nome de code adresse postale 14 du Dalstroï (14e division du Goulag), pour ce qui concerne ses activités relative à l'extraction et l'enrichissement d'uranium dans le domaine de l'armement nucléaire. Selon la propagande soviétique, l'uranium de Boutougytchag a été utilisé pour la première bombe atomique soviétique expérimentée le 29 août 1949. Mais cela semble peu probable étant donné que cet uranium n'a été produit qu'à partir de 1949. À partir de 1950, le minerai de Boutougytchag était transporté secrètement à Magadan, de là à Vladivostok, puis par avion vers l'usine de la ville d'Elektrostal près de Moscou pour un nouvel enrichissement.
Au début des années 1950, le nombre de prisonniers et de travailleurs libres augmente rapidement pour atteindre plusieurs dizaines de milliers. À cette époque, le poète Anatoli Jigouline et les écrivains Jakov Iakir (ru) et Note Lurje se sont rencontrés dans le camp de Haut-Boutougytchag appelé Kotsougan.
Selon Anatoli Jigouline et l'ex-prisonnière Stefania Fiodorovna, il y avait 50 000 personnes dans le camp, dont 25 à 30 000 personnes dans le plus grand camp de Haut-Boutougytchag : Tsentralny. Selon l'historien Jouri Gorlov, les gens arrivaient par groupe de 1 000 personnes dans la vallée. Le nombre exact de prisonniers du camp n'est pas connu du fait que les informations concernant l'uranium étaient secrètes. Environ 80 % des travailleurs de Boutougytchag étaient des prisonniers. Suivant les données officielles au 1er janvier 1950, 2 243 personnes travaillaient au camp, et ce chiffre monta jusqu'à 14 790 prisonniers en 1952. Ensuite les chiffres baissèrent jusqu'à 6 130 personnes en 1953 et 840 en 1954.

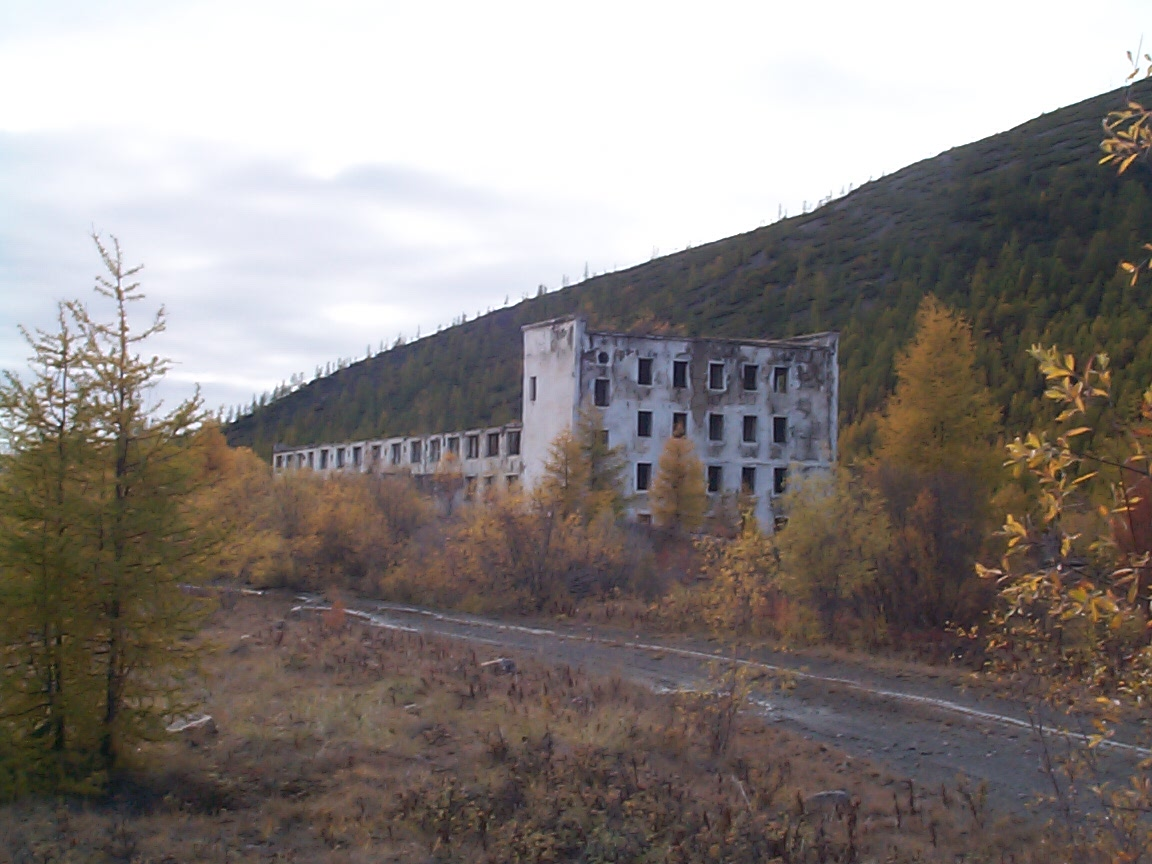
Bâtiment de l'administration du camp.

La direction du camp disait aux prisonniers qu'ils devaient extraire un minerai spécial renseigné sur les documents comme étant du plomb. Aucun danger sur la santé n'était signalé à l'exception de l'interdiction de boire l'eau de la rivière.
Après des expertises réalisées en 1953, l'année de la mort de Staline, il s'est avéré que le minerai de Boutougytchag était de mauvaise qualité et contenait très peu d'uranium. L'historien Roy Medvedev en a parlé plus tard dans ses ouvrages. L'exploitation de l'étain n'était d'ailleurs pas rentable non plus. Le Dalstroï a dès lors décidé de fermer l'usine et de détruire les infrastructures minières dans la région. Le 31 janvier 1955, le chef du Dalstroï, Ivan Mitrakov, décide de fermer le camp de Boutougytchag. Et ce fut chose faite à la fin mai 1955.

### Après la fermeture
Après la fermeture du camp, une ferme avicole a été construite dans les années 1960. Mais comme les poulets élevés ont été également contaminés par la radioactivité, ils sont morts et l'entreprise a fait long feu. Après cette fermeture de la ferme, les habitants de la partie basse de Boutougytchag ont été déplacés de force à Oust-Omtchoug.
Dans les années 1960, les éléments subsistants du camp ont été détruits au bulldozer. Le temps a fait le reste. Le camp de Bas-Boutougytchag a été la proie de pillage de matériaux de construction par la population locale, pour construire leur maison à Oust-Omtchoug.
En 1988, l'accès au camp a été renseignée par des panneaux d'interdiction d'accès par les autorités du raïon de la Tenka après qu'un journaliste local ait attiré l'attention sur les dangers de la radioactivité. Durant les années 1990, il existait des plans pour la construction d'un monument commémoratif, mais du fait des radiations, il a été finalement abandonné. Au début des années 1990, à l'initiative d'une historienne locale, Irina Gribanova, un musée a ouverts ses portes à Oust-Omtchoug où est exposée une carte du camp. En 2003, à l'initiative d'un ancien prisonnier du camp, Miron Etlis, membre de l'ONG Memorial, l'évêque de Magadan de l'Église orthodoxe russe a placé une croix commémorative dans un des cimetières de Boutougytchag.
Le site de Boutougytchag est encore très radioactif et les mesures au compteur Geiger donnent des mesures bien au-dessus des limites autorisées pour la santé.

## Expérimentations médicales?
Selon des rumeurs persistantes, des expériences médicales ont été menées sur des prisonniers pour étudier les effets de l'exposition à l'uranium. L'historien local Iouri Gorlov a trouvé au début des années 1990 des crânes humains sciés. Selon ses dires il y en aurait plus de 1500. Il n'y a pas de preuves que des expériences ont eu lieu à l'époque soviétique.

## Décès
Le nombre de personnes décédées à Boutougytchag est inconnu. Au total, selon Anatoli Jigouline (ru), il y aurait eu 300 000 morts (il cite dans d'autres sources le chiffre de 380 000 morts). Une autre étude estime le total des décès à Boutougytchag et dans les mines d'uranium dans le district autonome de Tchoukotka (à Pevek) à au moins 40 000 morts entre 1945 et 1956. Les recherches sont impossibles en raison du manque de données. Le camp avait mauvaise réputation du fait que les prisonniers n'avaient pas d'équipements de protection alors qu'ils travaillaient dans des mines d'uranium, d'or et d'étain et au traitement des minerais. L'usine de traitement des minerais était particulièrement dangereuse. Les prisonniers présentaient le syndrome d'irradiation aiguë en inhalant de la poussière d'uranium provenant de l'usine de concassage, des presses et des fours de séchage et mouraient parfois en moins de deux mois. Anatoli Jigouline a voulu décrire cela dans un livre, mais la censure soviétique supprimait toutes les références à l'uranium. Les causes de décès qui étaient renseignées étaient généralement la pellagre, l'insuffisance cardiaque et l'avitaminose.
Pas moins de cinq cimetières sont situés à proximité des camps, dont le plus grand, d'une superficie de 3 500 m2, se trouve près du camp central. À cause du permafrost, les corps étaient enterrés peu profondément (à 20 cm ou 30 cm de profondeur), dans des caisses en bois. Pour marquer les cercueils, un numéro estampillé était attaché au couvercle. En l'an 2000, plusieurs centaines de tombes étaient encore présentes. Selon d'anciens détenus, les morts étaient également jetés dans des couloirs de mines désaffectés qui étaient ensuite dynamités,. De plus, les prisonniers étaient parfois jetés du haut des rochers et leur cadavre restait simplement jonchés sur le sol.
Il existe aussi un cimetière dans le bas de Boutougytchag où ont été enterrés des civils au début des années 1950.